# Campionati del mondo di atletica leggera 2019 - 400 metri piani femminili
La specialità dei 400 metri piani femminili dei campionati del mondo di atletica leggera 2019 si è svolta tra il 30 settembre e il 3 ottobre allo Stadio Internazionale Khalifa di Doha, in Qatar.

## Podio
| Pos.    | Atleta              | Nazionalità | Tempo |
| ------- | ------------------- | ----------- | ----- |
| Oro     | Salwa Eid Naser     | Bahrein     | 48"14 |
| Argento | Shaunae Miller-Uibo | Bahamas     | 48"37 |
| Bronzo  | Shericka Jackson    | Giamaica    | 49"47 |

## Situazione pre-gara

### Record
Prima di questa competizione, il record del mondo (RM) e il record dei campionati (RC) erano i seguenti.
| Record                | Prestazione | Atleta                          | Data                               | Competizione  |
| --------------------- | ----------- | ------------------------------- | ---------------------------------- | ------------- |
| Record mondiale       | 47"60       | Marita Koch Germania Est        | 6 ottobre 1985 Canberra, Australia |               |
| Record dei campionati | 47"99       | Jarmila Kratochvílová Rep. Ceca | 10 agosto 1983 Helsinki, Finlandia | Mondiali 1983 |

### Campioni in carica
I campioni in carica a livello mondiale e olimpico erano:
| Campione | Atleta                      | Prestazione | Data                                   | Competizione         |
| -------- | --------------------------- | ----------- | -------------------------------------- | -------------------- |
| Olimpico | Shaunae Miller-Uibo Bahamas | 49"44       | 15 agosto 2016 Rio de Janeiro, Brasile | Giochi olimpici 2016 |
| Mondiale | Phyllis Francis Stati Uniti | 49"92       | 9 agosto 2017 Londra, Gran Bretagna    | Mondiali 2017        |

### La stagione
Prima di questa gara, gli atleti con le migliori tre prestazioni dell'anno erano:
| Pos. | Atleta                      | Prestazione | Data                                    |
| ---- | --------------------------- | ----------- | --------------------------------------- |
| 1    | Shaunae Miller-Uibo Bahamas | 49"05       | 27 aprile 2019 Gainesville, Stati Uniti |
| 2    | Salwa Eid Naser Bahrein     | 49"17       | 5 luglio 2019 Losanna, Svizzera         |
| 3    | Aminatou Seyni Niger        | 49"19       | 5 luglio 2019 Losanna, Svizzera         |

## Risultati

### Batterie
Le batterie si sono corse a partire dalle 18:20 del 30 settembre. Le prime tre di ogni serie (Q) e i sei tempi migliori tra le escluse (q) si qualificano alle semifinali.
| Pos. | Batteria | Corsia | Nome                     | Nazionalità                 | Tempo   | Note                                     |
| ---- | -------- | ------ | ------------------------ | --------------------------- | ------- | ---------------------------------------- |
| 1    | 2        | 3      | Wadeline Jonathas        | Stati Uniti                 | 50"57   | Q                                        |
| 2    | 4        | 2      | Galefele Moroko          | Botswana                    | 50"59   | Q                                        |
| 3    | 6        | 2      | Salwa Eid Naser          | Bahrein                     | 50"74   | Q                                        |
| 4    | 1        | 2      | Phyllis Francis          | Stati Uniti                 | 50"77   | Q                                        |
| 5    | 2        | 8      | Shericka Jackson         | Giamaica                    | 51"13   | Q                                        |
| 6    | 3        | 9      | Shakima Wimbley          | Stati Uniti                 | 51"17   | Q                                        |
| 7    | 2        | 6      | Bendere Oboya            | Australia                   | 51"21   | Q                                        |
| 8    | 4        | 3      | Stephenie Ann McPherson  | Giamaica                    | 51"21   | Q                                        |
| 9    | 5        | 5      | Shaunae Miller-Uibo      | Bahamas                     | 51"30   | Q                                        |
| 10   | 2        | 7      | Lisanne de Witte         | Paesi Bassi                 | 51"31   | q                                        |
| 11   | 3        | 8      | Iga Baumgart-Witan       | Polonia                     | 51"34   | Q                                        |
| 11   | 6        | 8      | Justyna Święty-Ersetic   | Polonia                     | 51"34   | Q                                        |
| 13   | 4        | 5      | Favour Ofili             | Nigeria                     | 51"51   | Q                                        |
| 14   | 3        | 2      | Laviai Nielsen           | Gran Bretagna               | 51"52   | Q                                        |
| 15   | 6        | 4      | Paola Morán              | Messico                     | 51"58   | Q                                        |
| 16   | 2        | 9      | Emily Diamond            | Gran Bretagna               | 51"66   | q                                        |
| 17   | 4        | 7      | Aliyah Abrams            | Guyana                      | 51"73   | q                                        |
| 18   | 5        | 6      | Déborah Sananes          | Francia                     | 51"76   | Q                                        |
| 19   | 2        | 5      | Patience Okon George     | Nigeria                     | 51"77   | q                                        |
| 20   | 4        | 8      | Kendall Ellis            | Stati Uniti                 | 51"82   | q                                        |
| 21   | 4        | 9      | Roxana Gómez             | Cuba                        | 51"85   | q                                        |
| 22   | 5        | 8      | Mary Moraa               | Kenya                       | 51"85   | Q                                        |
| 23   | 2        | 4      | Eleni Artymata           | Cipro                       | 51"90   |                                          |
| 24   | 3        | 7      | Tiffani Silva            | Brasile                     | 51"96   |                                          |
| 25   | 5        | 2      | Polina Miller            | Atleti Neutrali Autorizzati | 51"96   |                                          |
| 26   | 6        | 5      | Kseniya Aksyonova        | Atleti Neutrali Autorizzati | 51"99   |                                          |
| 27   | 3        | 6      | Aiyanna Stiverne         | Canada                      | 52"03   |                                          |
| 28   | 1        | 4      | Sada Williams            | Barbados                    | 52"14   | Q                                        |
| 29   | 2        | 2      | Alyona Mamina            | Atleti Neutrali Autorizzati | 52"15   |                                          |
| 30   | 4        | 6      | Margaret Barrie          | Sierra Leone                | 52"16   | Miglior prestazione personale stagionale |
| 31   | 3        | 3      | Leni Shida               | Uganda                      | 52"22   |                                          |
| 32   | 1        | 3      | Lada Vondrová            | Rep. Ceca                   | 52"23   | Q                                        |
| 33   | 6        | 3      | Madeline Price           | Canada                      | 52"24   |                                          |
| 34   | 5        | 4      | Anna Kiełbasińska        | Polonia                     | 52"25   |                                          |
| 35   | 5        | 7      | Anastasia Le-Roy         | Giamaica                    | 52"26   |                                          |
| 36   | 5        | 9      | Irini Vasiliou           | Grecia                      | 52"31   |                                          |
| 37   | 6        | 7      | Anjali Devi              | India                       | 52"33   |                                          |
| 38   | 3        | 5      | Maria Benedicta Chigbolu | Italia                      | 52"63   |                                          |
| 39   | 1        | 7      | Anita Horvat             | Slovenia                    | 52"73   |                                          |
| 40   | 1        | 6      | Cátia Azevedo            | Portogallo                  | 52"79   |                                          |
| 41   | 6        | 6      | Amandine Brossier        | Francia                     | 52"81   |                                          |
| 42   | 1        | 8      | Christine Botlogetswe    | Botswana                    | 53"27   |                                          |
| 43   | 3        | 4      | Janet Richard            | Malta                       | 54"33   |                                          |
| 44   | 4        | 4      | Gabriella O'Grady        | Australia                   | 54"99   |                                          |
| 45   | 1        | 5      | Hellen Syombua           | Kenya                       | 57"07   |                                          |
| 46   | 6        | 9      | Aishath Himna Hassan     | Maldive                     | 59"91   |                                          |
| 47   | 5        | 3      | Kenza Sosse              | Qatar                       | 1'06"76 |                                          |
|      | 1        | 9      | Ingrid Yahoska Narvaez   | Nicaragua                   | dq      |                                          |

### Semifinali
Le semifinali si sono corse a partire dalle 20:50 del 1º ottobre. Le prime due di ogni serie (Q) e i due tempi migliori tra le escluse (q) si qualificano alla finale.
| Pos. | Batteria | Corsia | Nome                    | Nazionalità   | Tempo   | Note                                     |
| ---- | -------- | ------ | ----------------------- | ------------- | ------- | ---------------------------------------- |
| 1    | 2        | 6      | Shaunae Miller-Uibo     | Bahamas       | 49"66   | Q                                        |
| 2    | 1        | 7      | Salwa Eid Naser         | Bahrein       | 49"79   | Q                                        |
| 3    | 2        | 4      | Wadeline Jonathas       | Stati Uniti   | 50"07   | Q                                        |
| 4    | 2        | 7      | Shericka Jackson        | Giamaica      | 50"10   | q                                        |
| 5    | 1        | 5      | Phyllis Francis         | Stati Uniti   | 50"22   | Q                                        |
| 6    | 3        | 6      | Stephenie Ann McPherson | Giamaica      | 50"70   | Q                                        |
| 7    | 3        | 5      | Justyna Święty-Ersetic  | Polonia       | 50"96   | Q                                        |
| 8    | 1        | 6      | Iga Baumgart-Witan      | Polonia       | 51"02   | q                                        |
| 9    | 1        | 8      | Paola Morán             | Messico       | 51"08   |                                          |
| 10   | 2        | 5      | Sada Williams           | Barbados      | 51"31   | Miglior prestazione personale            |
| 11   | 2        | 2      | Lisanne de Witte        | Paesi Bassi   | 51"41   |                                          |
| 12   | 2        | 3      | Roxana Gómez            | Cuba          | 51"56   | Miglior prestazione personale stagionale |
| 13   | 2        | 9      | Bendere Oboya           | Australia     | 51"58   |                                          |
| 14   | 3        | 3      | Kendall Ellis           | Stati Uniti   | 51"58   |                                          |
| 15   | 3        | 2      | Emily Diamond           | Gran Bretagna | 51"62   | Miglior prestazione personale stagionale |
| 16   | 1        | 3      | Aliyah Abrams           | Guyana        | 51"71   |                                          |
| 17   | 1        | 2      | Patience Okon George    | Nigeria       | 51"89   |                                          |
| 18   | 3        | 9      | Mary Moraa              | Kenya         | 52"11   |                                          |
| 19   | 1        | 4      | Déborah Sananes         | Francia       | 52"24   |                                          |
| 20   | 2        | 8      | Lada Vondrová           | Rep. Ceca     | 52"25   |                                          |
| 21   | 3        | 8      | Favour Ofili            | Nigeria       | 52"58   |                                          |
| 22   | 1        | 9      | Laviai Nielsen          | Gran Bretagna | 52"94   |                                          |
| 23   | 3        | 7      | Shakima Wimbley         | Stati Uniti   | 1'13"55 |                                          |
|      | 3        | 4      | Galefele Moroko         | Botswana      | dnf     |                                          |

### Finale
La finale si è corsa alle 23:50 del 3 ottobre.
| Pos. | Corsia | Nome                    | Nazionalità | Tempo | Note                                                      |
| ---- | ------ | ----------------------- | ----------- | ----- | --------------------------------------------------------- |
|      | 5      | Salwa Eid Naser         | Bahrein     | 48"14 | Miglior prestazione mondiale stagionale · Record asiatico |
|      | 7      | Shaunae Miller-Uibo     | Bahamas     | 48"37 | Record nord-centroamericano                               |
|      | 3      | Shericka Jackson        | Giamaica    | 49"47 | Miglior prestazione personale                             |
| 4    | 6      | Wadeline Jonathas       | Stati Uniti | 49"60 | Miglior prestazione personale                             |
| 5    | 8      | Phyllis Francis         | Stati Uniti | 49"61 | Miglior prestazione personale                             |
| 6    | 4      | Stephenie Ann McPherson | Giamaica    | 50"89 |                                                           |
| 7    | 9      | Justyna Święty-Ersetic  | Polonia     | 50"95 |                                                           |
| 8    | 2      | Iga Baumgart-Witan      | Polonia     | 51"29 |                                                           |